# 浅田好未
浅田 好未（あさだ よしみ、1979年〈昭和54年〉8月26日 - ）は、日本の実業家、タレント、グラビアアイドル、元お笑い芸人である。

## 来歴・人物
東京都千代田区生まれ、3歳で神奈川県鎌倉市へ移り住む。有限会社NERU代表取締役。ベジタブル&フルーツビューティアドバイザー、ジュニアファームマエストロ、シグナルエクササイズトレーナーの資格を持つ。
三姉妹の末っ子。幼稚園から高校まで湘南白百合学園、芸能界へ正式デビューとなった高校2年生で長後高等学校、神奈川総合高等学校へと転校し、卒業。
趣味は映画鑑賞、料理、旅行。
特技はピアノとバレエ。（ピアノとバレエは13年間習っていた。）
1995年（平成7年）イタリアへ短期留学。
1995年（平成7年）、“浅田好未14才”『ティーンズメモリアル （Santafe）』などに出演。
1996年（平成8年）、週刊ヤングジャンプ「全国女子高生制服コレクション」に出場するも受賞を逃す。同年、ポニーキャニオンファイブスターガールに選ばれ「ワンダーアイランド浅田好未」で1st写真集とDVDを発売。（同年ファイブスターガールは大原かおり）
同年、CM「チキンラーメン」出演。映画「ねらわれた学園」で女優デビュー。フジテレビ「ピーストック」、TV東京「IT'sアクセス」で初のレギュラー番組を持つ。
1997年（平成9年）、講談社第2回ミスヤングマガジン準グランプリに輝く（当時のグランプリは森宏子、現：森ひろこ）。
同年4月、ヤングマガジン表紙巻頭グラビアにて、西本はるかとセクシーユニットパイレーツとしてデビュー。結成当時は「イベントアイドル」として学園祭をまわり、その後「グラビア界からお笑い界へ殴りこみ!」というフレーズで「新ボキャブラ天国」にてお笑いコンビとして出演。胸の谷間を見せ付ける「だっちゅーの」の決め台詞でブレイクする。
1998年（平成10年）、「だっちゅーの」で新語・流行語大賞を受賞。
「98年最も学園祭へ呼ばれたタレント」一位となり、同年はボキャブラ天国全国ツアーで日本全国をまわる。
1999年（平成11年）にはゴールデンアロー賞も受賞。この間にはパイレーツとしての1ST写真集『DATYOUKNOW』（ワニブックス）を発売。レギュラー番組は10本を超える。
日本テレビ「スーパージョッキー」レギュラー出演。ビクターエンタテインメントより「Incantation」で歌手デビューを果たし、池袋サンシャインシティの噴水広場で行われたデビューイベントには3千人を動員する。Incantationはスーパージョッキーのエンディングテーマ曲、3rdシングル「Fall in Love」は自身の冠番組oh！パイレーツ関西テレビエンディングテーマ。
翌年メディアファクトリーより『ぼくらのvictory』を発売。テレビ朝日系列『ボンバーマンビーダマン爆外伝』オープニングテーマ曲となる。
西本が女優を目指すという理由で2001年（平成13年）9月30日にパイレーツを解散。ちなみに西本とはパイレーツ時代から幾度となく不仲説が流れているが、現在も親交があるとのこと。それとほぼ同時に、所属事務所をアバンギャルドへ移籍。
2002年（平成14年）1月、同事務所に所属する宇恵さやかと、新生パイレーツを結成し、FLASH表紙巻頭グラビアにて登場。グラビアアイドルとして活動するも2004年（平成16年）に解散。所属事務所からも離れ一時的に引退状態となる。
同年7月、有限会社NERUを設立。
アパレルブランド『Affection』のネット販売スタート。
2007年（平成19年）の春に自身の会社有限会社NERU内アクセントプロの代表兼所属として現在のアメーバブログ『Affection』 をオフィシャル化。同年7月9日、自身の公式ブログAffectionにて、川崎市の精密機械会社に勤務する一般男性と結婚を発表。7月21日、都内で結婚披露宴を行った。（入籍は2007年元旦となっている。）
2007年（平成19年）11月12日、男児を出産した。妊娠中に撮影された主演映画『Baby's Breath〜ママになろうよ〜』（2008年4月劇場公開）の入浴シーンがフライデー各紙に取り上げられる。また、エコー（超音波断層装置）映像の赤ちゃんとの「産まれる前の親子共演」が話題に。
2008年（平成20年）9月28日に放送されたタモリのボキャブラ天国 大復活祭スペシャルにて西本とパイレーツを限定復活した。
2009年（平成21年）公式ブログのアクセス数が1日平均200万PV越えとなりブログブームの先駆けとなる。同年アメーバブックスより初の著書『ママの幸せ』を発売。
2010年（平成22年）3月31日学研パブリッシングより2冊目となるライフスタイルブック『浅田好未のハッピーママライフ』発売。
2011年（平成23年）補整インナーデュクスボーテパーフェクトスリムシェイプをプロデュース。24時間で2000枚以上を売り上げる大ヒットとなり、続いてトリプルリフトブラを発売。商品プロデューサーとして王様のブランチなど各テレビに出演。
その後も様々なブランドとコラボし、ルームウェア、エプロン、サウナスーツ、ブランケット、ボディクリーム、サプリメント、アクセサリーなどのプロデュースを行う。
2012年（平成24年）長女出産。同年セブン&アイ出版saitaにてレシピ考案、「浅田好未 離乳食日記」、「浅田好未 親子ごはん」連載スタート。
2015年（平成27年）クックパッド浅田好未公式キッチン開設。同年、日経トレンディ「浅田好未 コバラまんぷくレシピ」連載。
2017年（平成29年）自身のアパレルブランド『Affection』にて新ブランド『Affection select』をスタート。オリジナルの美濃焼きを作るなど、テーブルウェアを中心に生活雑貨を販売。
プライベートで仲の良い芸能人は来栖あつこと吉井怜で3者共にデビューが同時期である。

## 出演

### テレビ
- ボキャブラ天国
- スーパージョッキー
- だっちゅーに!
- 恋するアミパラ
- ヒロスポ!

### CM
- カルビー夏ポテト
- チキンラーメン
- ウナクール
- サンガリア「コーヒーミルク」
- サンガリア「サイダー」
- ほっかほっか亭
- プレイステーション「DEADorALIVE」
- プレイステーション「ギャロップレーサー2」
- JRA
- ぷくぷくエステ
- チョコバリスペシャル
- 講談社「秋の読書フェア」
- スパワールド
- 近畿ホーム
- エマックス・クルメ

### CD
- Incantation (Victor Entertainment)
- 渚のパイレーツ (Victor Entertainment)
- 電気でGO！ (Victor Entertainment)
- FALLINLOVE (Victor Entertainment)
- 僕らのビクトリー〜Bビーダマン爆外伝〜オープニング〜（メディアファクトリー）
- 蛭子パイレーツのうた

### PV
- Sonar Pocket「二人いつまでも」出演

### 映画
- SUSA
- 湘南爆走族
- 湘南爆走族2 俺とおまえのgood luck
- 愚連（ギャング）
- 晴れたらポップなボクの生活
- フレンズ
- Baby's Breath 〜ママになろうよ〜
- FIGHT☆GIRLS
- ねらわれた学園
- キューティガール 美少女ボウラー危機一発
- DOG FIGHT 野良犬たちの挽歌
- 新くノ一忍法伝
- 抗争 暴力団VSギャング（2005年） - 奈々
- 女囚611
- 女囚611獣牝たちの館（2007年）
- 女囚611獣牝たちの逆襲（2007年）
- 負け犬結婚相談所（ネットシネマ）
- やくざの全貌10
- やくざの全貌 伝説の親分編5
- 実録プロジェクト893・金嬉老 （大学中庸）
- 実録・プロジェクト893XX ヤクザの全貌5 伝説の親分編
- 実録・プロジェクト893XX ヤクザの全貌8 伝説の親分編4

## 書籍
- Affection ママの幸せ（2008年、アメーバブックス）ISBN 978-4344991248
- ハッピーママライフ（2010年、学研パブリッシング）ISBN 978-4054045460

## 写真集
- グラビアの美少女
- PIRATES（講談社）
- オンビジュアルパイレーツ（アスキー）
- DATYOUKNOW（ワニブックス）
- wonder Island（扶桑社）
- pai×pai（ワニブックス）
- Dolce（音楽専科社）
- a（ワニブックス）
- NEWWORLD

## DVD
- おしゃま倶楽部
- wonder Island
- グラビアの美少女
- NEWWORLD
- 黒パイレーツ白パイレーツ
- ボキャブラ天国
- 麻雀パイレーツ
- みんなと遊ぼうョ
- ランコントル〜めぐり逢い〜